# Conus imperialis
Conus imperialis är en havslevande snäcka som tillhör familjen kägelgiftsnäckor (Conidae).

## Utbredning
C. imperialis förekommer i indo-pacifiska regionen, från östra Afrika och Madagaskar till Sydostasien och de närliggande delarna av Oceanien (utanför Australiens norra kust och kring öar i västra centrala Stilla havet). Från Sydostasien förekommer den norrut till Kina, Korea och södra Japan (Ryukyuöarna, Kyushu, Shikoku).

## Utseende
Snäcka kan bli omkring 7 cm lång (5 till 11 cm). Skalet är rätt så varierande till utseende och kan skifta i färg, kontrast, och mönster. Mönstret är streckat i brunt och vitt. Avstånden mellan strecken liksom färgernas nyans kan skifta, bland annat beroende på del av utbredningsområdet.

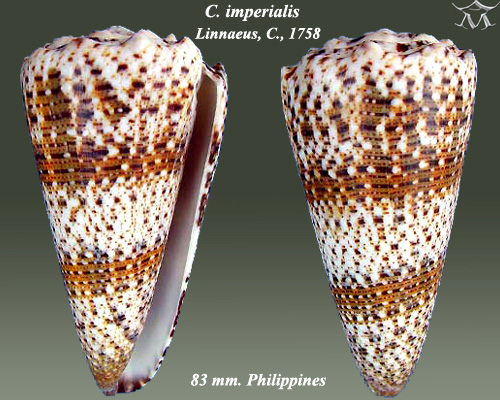
Bilder som visar olika utseenden på skalet hos Conus imperialis.
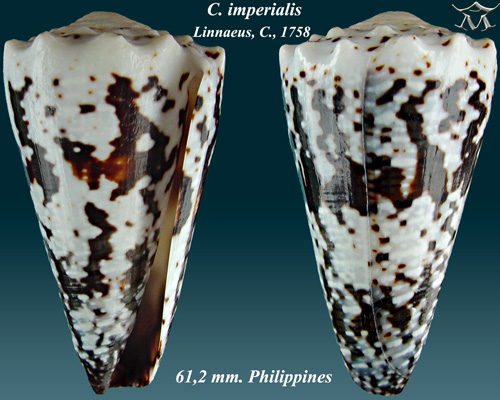
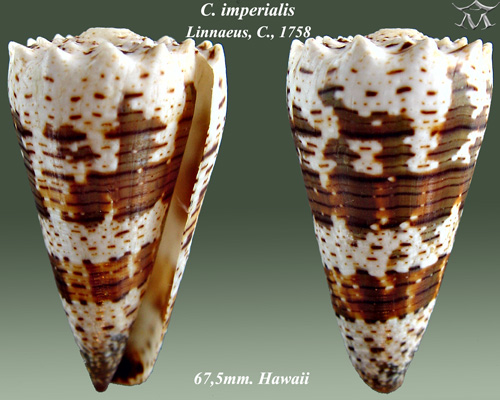
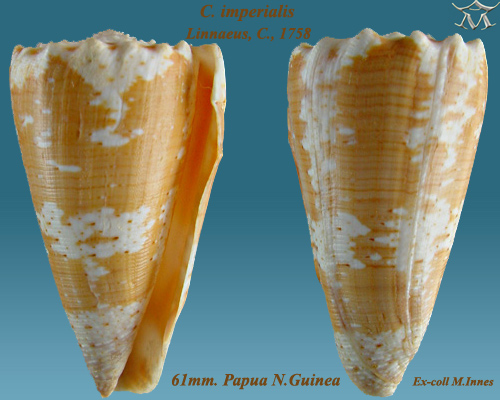
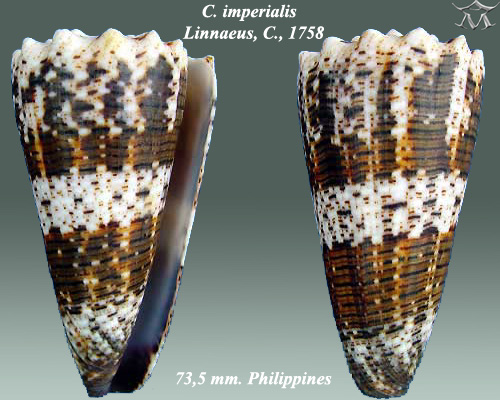

## Underarter
- Conus imperialis imperialis (Linnaeus, 1758)[2]
- Conus imperialis queketti (E. A. Smith, 1906)[2]